# Amerikaanse presidentsverkiezingen 1964
De Amerikaanse presidentsverkiezingen van 1964 werden door zittend president Lyndon B. Johnson gewonnen van Barry Goldwater. Johnson kwam een jaar eerder aan de macht, na de moord op John F. Kennedy.
Johnson won de verkiezingen, omdat hij zich met de populaire John F. Kennedy associeerde, maar ook, omdat hij zijn rivaal afschilderde als iemand die een nucleaire oorlog met de Sovjet-Unie zou riskeren en de sociale programma's uit de jaren 30 zou afschaffen. Tijdens zijn verkiezingscampagne riep Johnson in Inez, Kentucky op tot een Oorlog tegen Armoede. Het door Johnson behaalde percentage van het totale aantal stemmen, 61,1%, was het hoogste sinds de presidentsverkiezingen in 1820. Sindsdien is dit stemmenpercentage niet meer geëvenaard of overtroffen.

## Presidentskandidaten

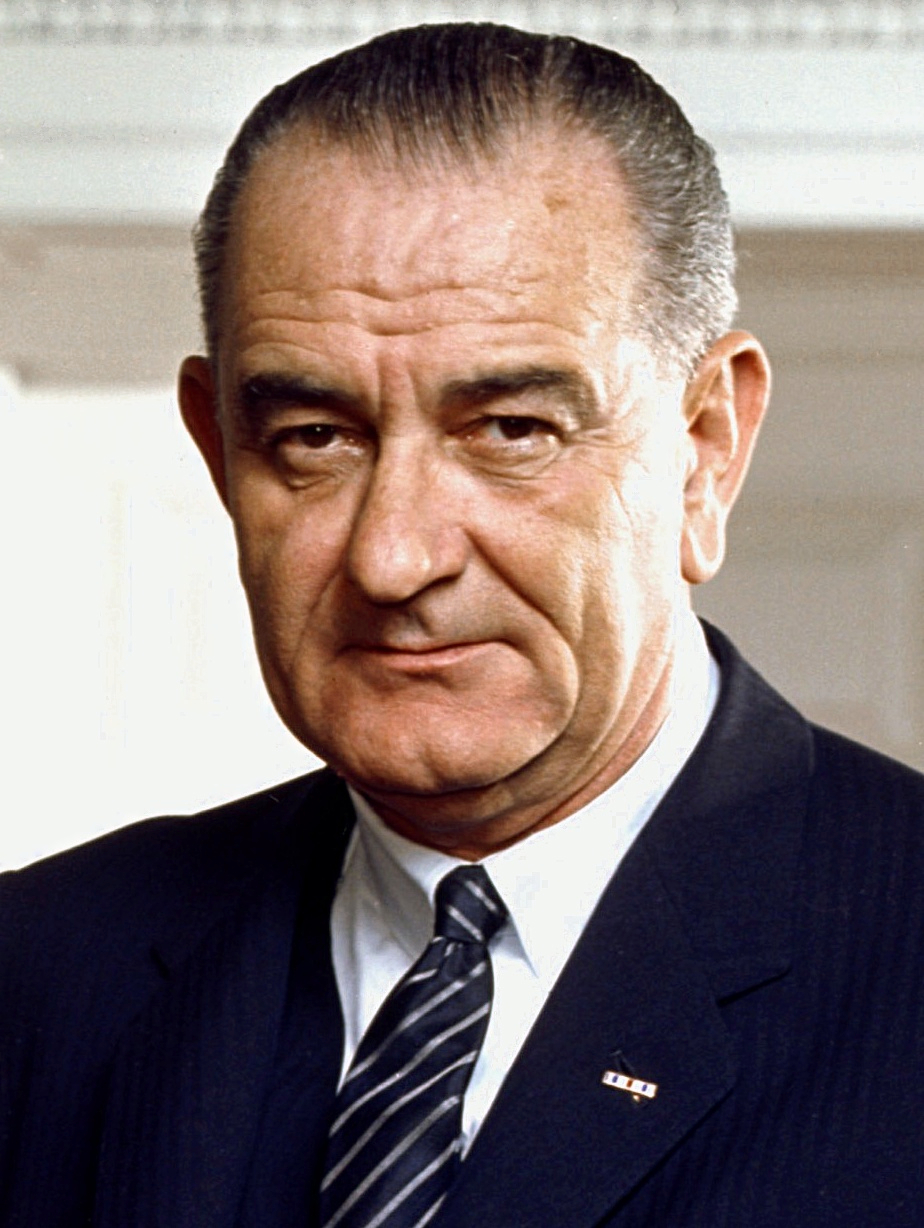
President Lyndon B. Johnson uit Texas Democratische Partij
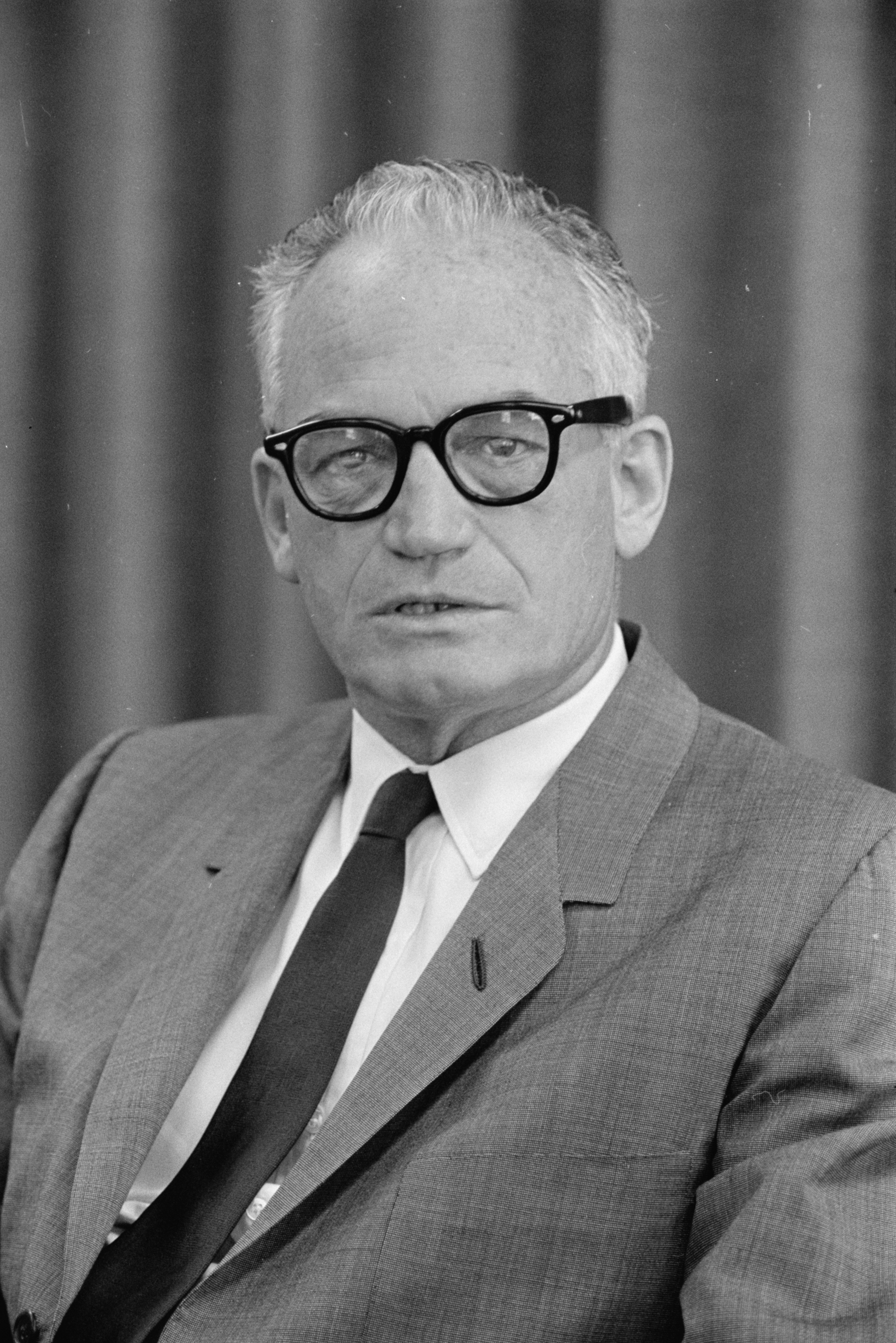
Senator Barry Goldwater uit Arizona Republikeinse Partij

### Vicepresidentskandidaten

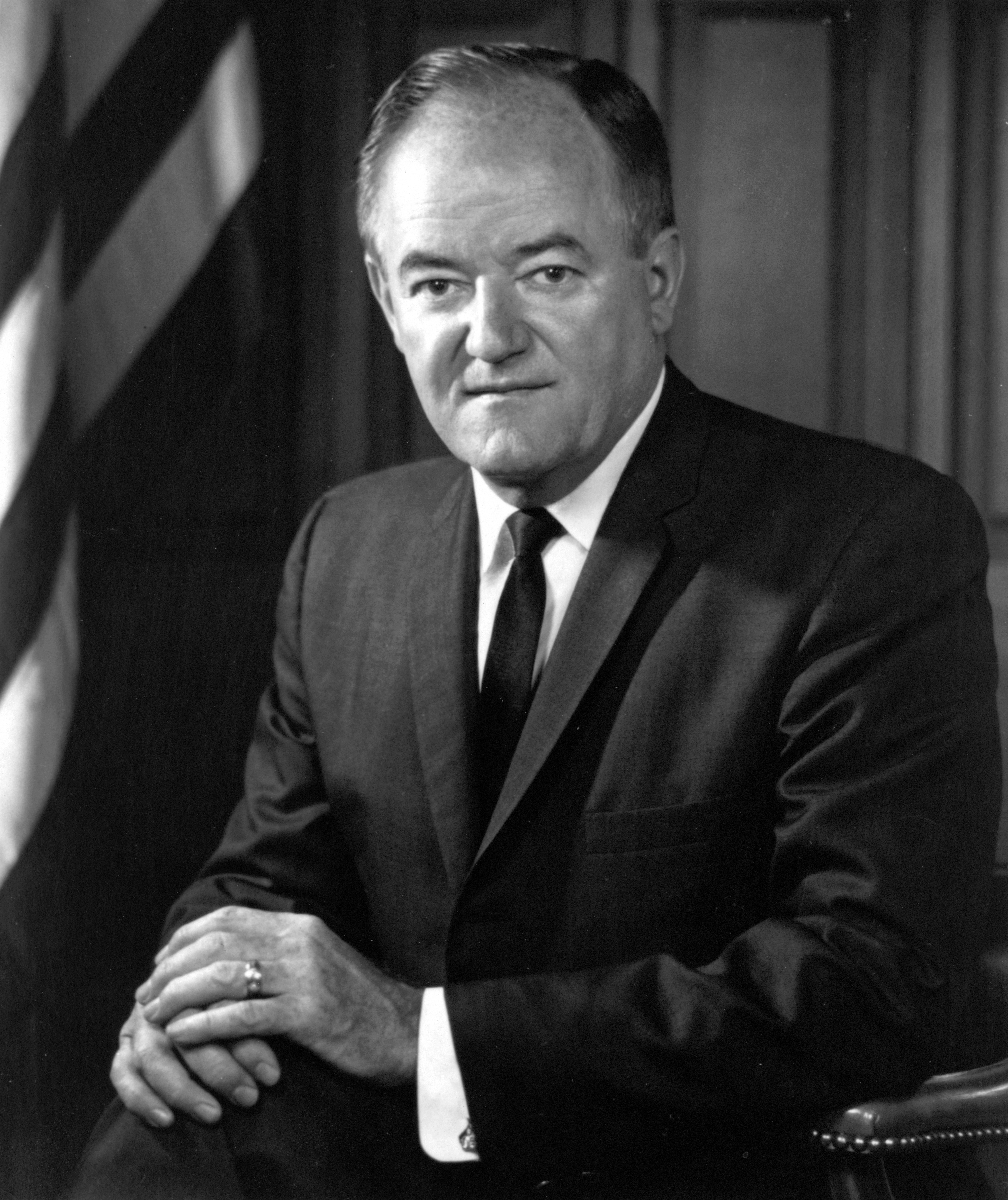
Senator Hubert Humphrey uit Minnesota Democratische Partij
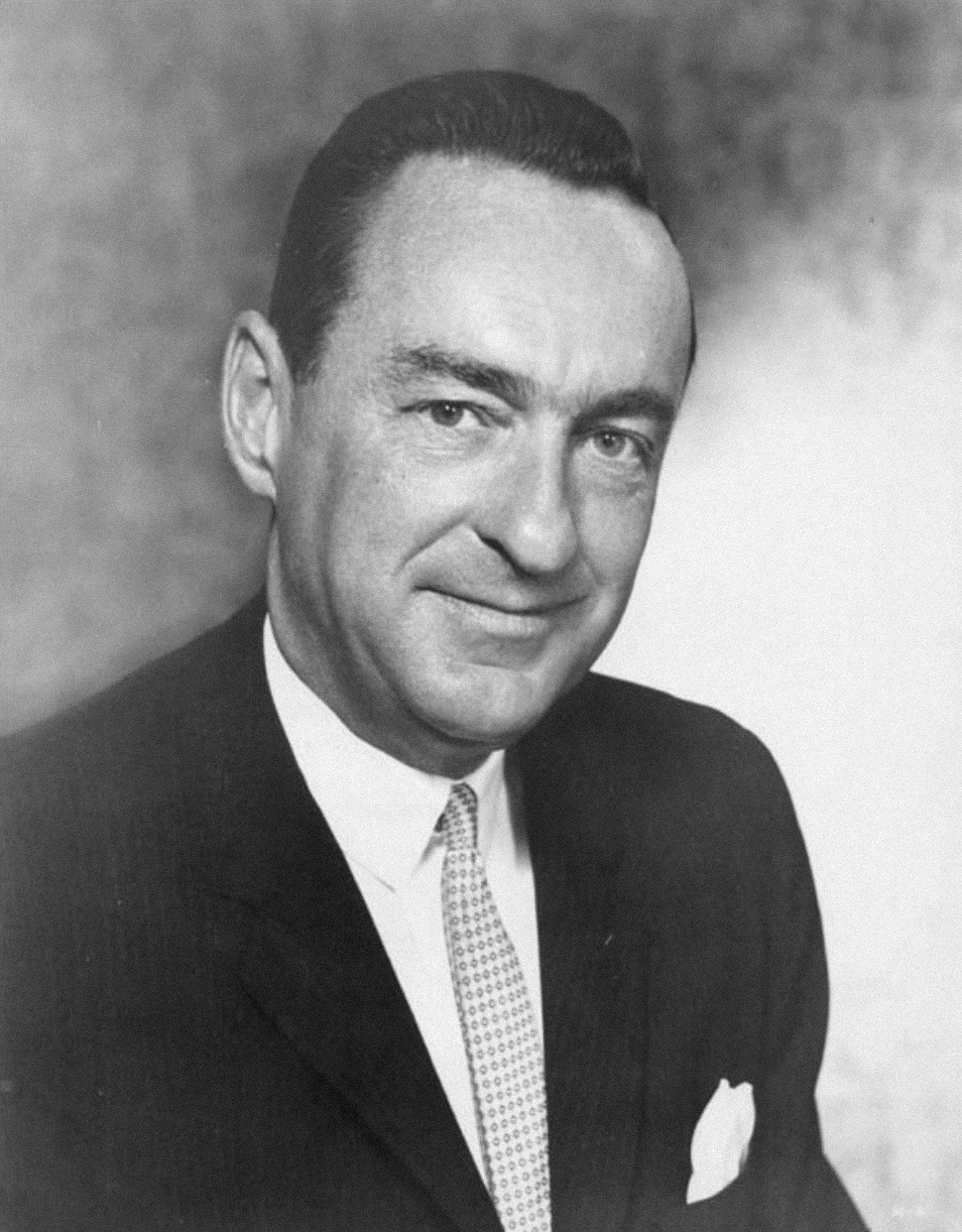
Afgevaardigde William Miller uit New York Republikeinse Partij

## Uitslag
| Naam            | Lyndon B. Johnson    | Barry Goldwater      |
| Partij          | Democratische Partij | Republikeinse Partij |
| Thuisstaat      | Texas                | Arizona              |
| Running mate    | Hubert Humphrey      | William Miller       |
| Kiesmannen      | 486                  | 52                   |
| Gewonnen staten | 44+DC                | 6                    |
| Aantal stemmen  | 43.127.041           | 27.175.754           |
| Percentage      | 61,1%                | 38,5%                |

1789 · 1792 · 1796 · 1800 · 1804 · 1808 · 1812 · 1816 · 1820 · 1824 · 1828 · 1832 · 1836 · 1840 · 1844 · 1848 · 1852 · 1856 · 1860 · 1864 · 1868 · 1872 · 1876 · 1880 · 1884 · 1888 · 1892 · 1896 · 1900 · 1904 · 1908 · 1912 · 1916 · 1920 · 1924 · 1928 · 1932 · 1936 · 1940 · 1944 · 1948 · 1952 · 1956 · 1960 · 1964 · 1968 · 1972 · 1976 · 1980 · 1984 · 1988 · 1992 · 1996 · 2000 · 2004 · 2008 · 2012 · 2016 · 2020 · 2024